# Wasyl Kobin
Wasyl Wasylowycz Kobin, ukr. Василь Васильович Кобін (ur. 24 maja 1985 we wsi Strabyczowo, w obwodzie zakarpackim, Ukraińska SRR) – ukraiński piłkarz, grający na pozycji prawego pomocnika, reprezentant Ukrainy, trener piłkarski.

## Kariera piłkarska

### Kariera klubowa
Jest wychowankiem szkoły sportowej w Mukaczewie. Jako 15-latek rozpoczął karierę piłkarską w klubie Zakarpattia Użhorod. Występował najpierw w drużynie rezerwowej, a od sezonu 2002/2003 w pierwszym zespole. W 2006 został wypożyczony do Karpat Lwów na rok. 23 lipca 2006 zadebiutował w zespole Karpat. Po roku został wykupiony przez Karpaty. W czerwcu 2009 przeszedł do Szachtara Donieck. Według kontraktu Szachtar otrzymał 50% praw ekonomicznych i 100% praw transferowych, a do Karpat został wypożyczony na 2 lata Artem Fedecki na którego mają 100% praw ekonomicznych. 12 sierpnia 2014 został wypożyczony do Metalista Charków. W 2015 grał na zasadach wypożyczenia w białoruskim klubie Szachcior Soligorsk. Latem 2016 znów został podstawowym piłkarzem donieckiego klubu. 2 czerwca 2017 opuścił doniecki klub, a 3 sierpnia został piłkarzem Weresu Równe. 7 lutego 2018 przeszedł do Tobołu Kustanaj, w którym grał do 3 lipca 2018. 14 sierpnia 2018 został piłkarzem FK Mynaj. 22 stycznia 2019 opuścił zakarpacki klub, a w maju 2019 ogłosił o zakończeniu kariery piłkarskiej.

### Kariera reprezentacyjna
5 września 2009 zadebiutował w reprezentacji Ukrainy w spotkaniu kwalifikacyjnym do Mistrzostw Świata 2010 z Andorą

## Kariera trenerska
Po zakończeniu kariery piłkarza rozpoczął pracę szkoleniową. 19 czerwca 2019 został mianowany na stanowisko głównego trenera FK Mynaj.

## Sukcesy i odznaczenia
- Otrzymał nagrodę "Gwiazda Karpat" za zwycięstwo w plebiscycie dla najlepszego piłkarza Karpat Lwów w 2008.